# Deileptenia daisetsuzana
Deileptenia daisetsuzana är en fjärilsart som beskrevs av Matsumura 1927. Deileptenia daisetsuzana ingår i släktet Deileptenia och familjen mätare. Inga underarter finns listade i Catalogue of Life.